# リアクション・モーターズ
リアクション・モーターズReaction Motors Inc.(RMI) はアメリカ合衆国のニュージャージー州を拠点としていた初期の液体燃料ロケットエンジンの製造会社である。
事業としては大きな成功を収めなかったものの、再生冷却と管の集合による燃焼室の開発はその後の標準的な仕様となり、ロケット工学の分野に貢献した。

## 歴史
真珠湾攻撃からわずか9日後の1941年12月16日にアメリカロケット協会の会員だったJames H.Wyldと3人の会員達によってアメリカで最初のロケットエンジンの会社であるリアクション・モーターズが海軍との契約でJATOを生産するために設立された。
RMIの拠点は第二次世界大戦後、市街化が進み、騒音を発するロケットエンジンの開発がやりにくくなった。本格的な宇宙時代の到来を目前とする1958年に、RMIはチオコール社へ売却され、1970年代初頭から国防総省は液体推進系への開発予算を固体推進系以上に削減したため、1970年にはチオコールがRMIの閉鎖を決定、1972年6月に閉鎖した。

## 製品

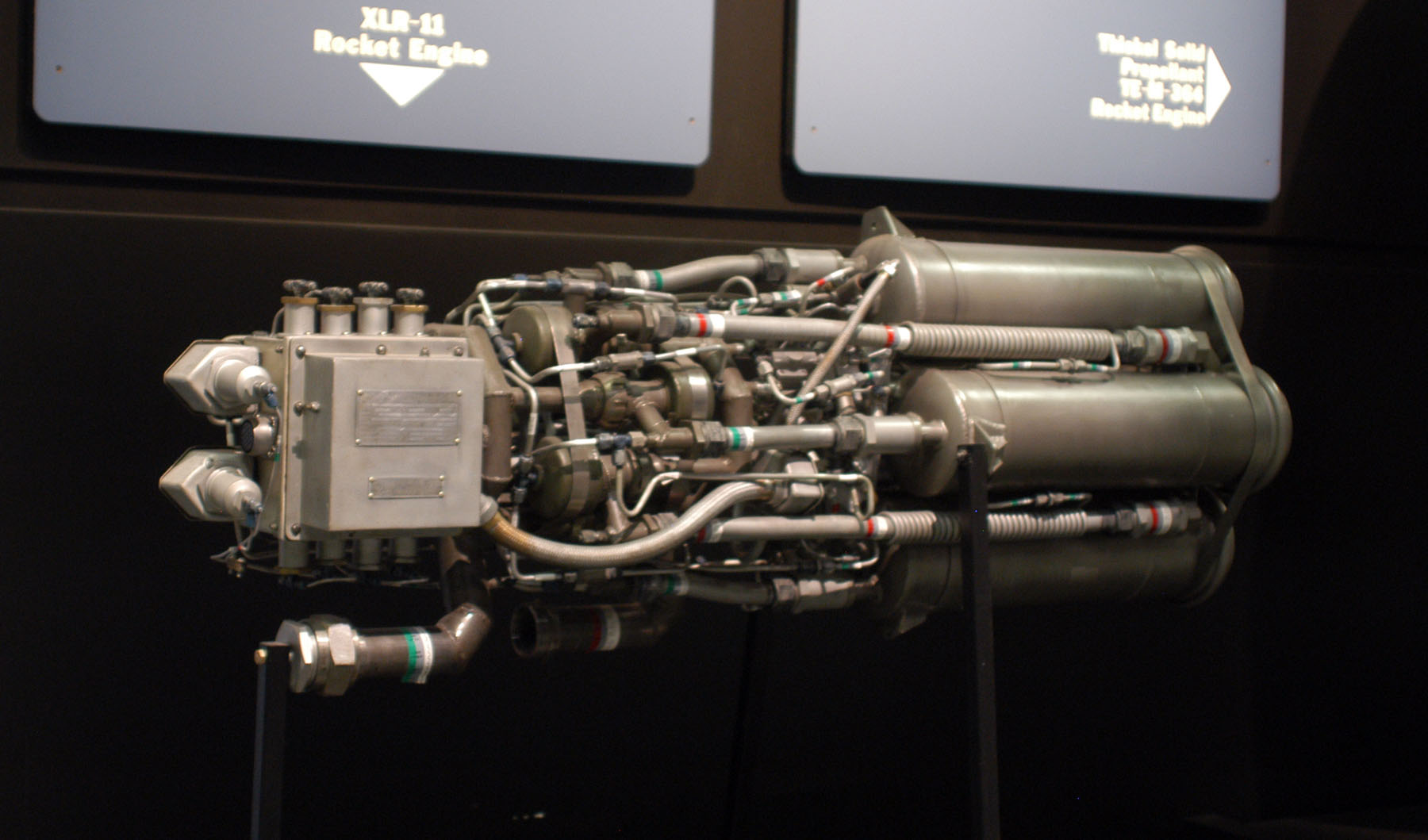
X-1Aに搭載されたXLR11エンジン

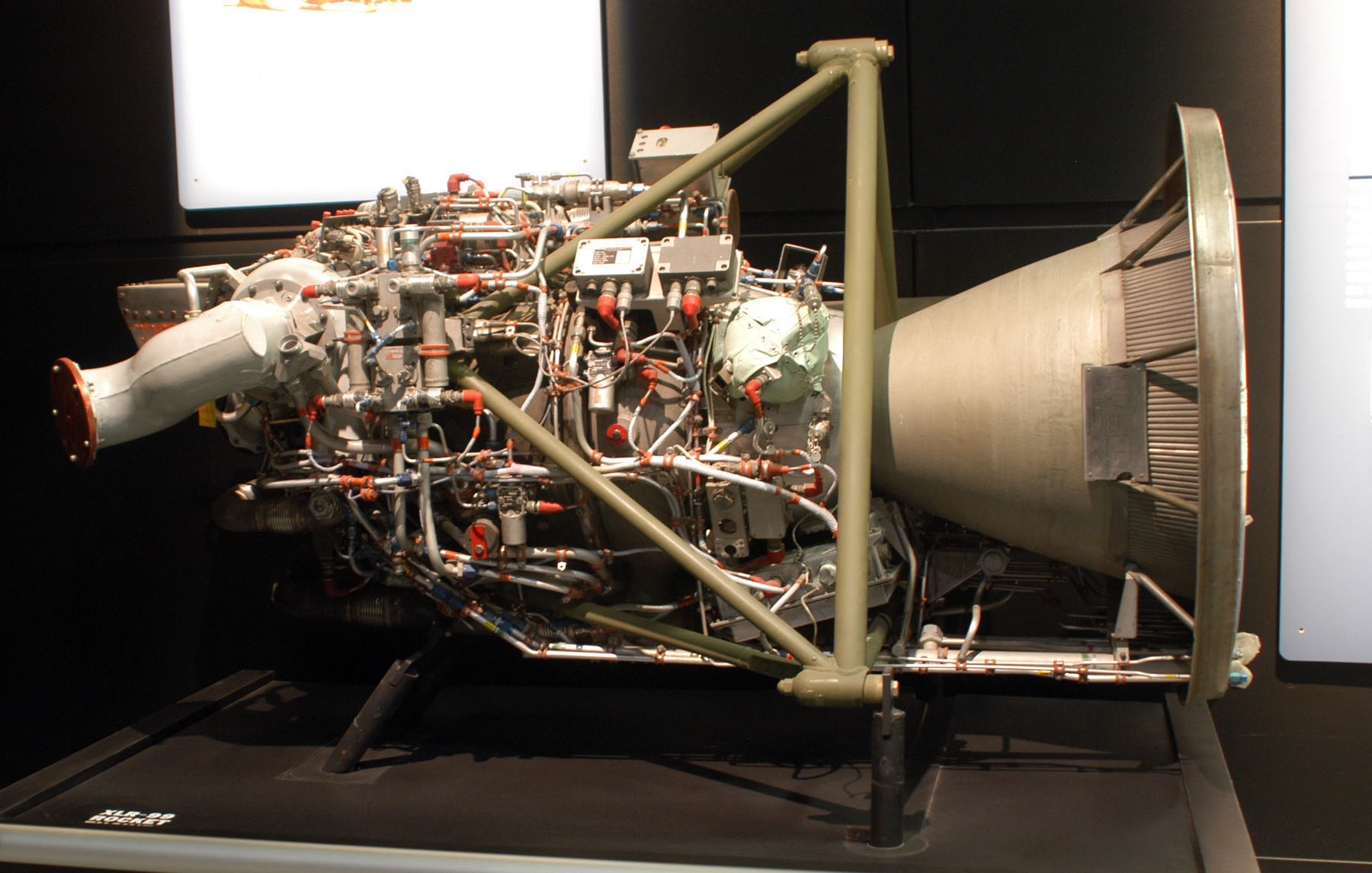
X-15高高度極超音速実験機に搭載されたXLR99エンジン

RMIのエンジンには世界で初めて音速の壁を破ったベル・X-1や、その後継機のX-1A, X1EやD-558-2等の一連のロケット飛行機に搭載された推力6,000 lbf (27 kN)のXLR11エンジンが含まれる。
ヴァイキング ロケットに使用された推力20,000 lbf (89 kN)のエンジンはアメリカで最初の大型の高高度に到達した液体燃料ロケットである。RMIは1958年にチオコール社に買収され、X-15高高度極超音速実験機に搭載されたXLR99を生産した。
- XLR11
- XLR10 - ヴァイキング (ロケット)に使用された開発当時、アメリカ製としては最大推力だったエンジン。[2]
- XLR30-RM-2[3]
- XLR-32RM：RH-1 ピンホィール のエンジンとして採用。
- XLR99